# Antal Endre
Antal Endre (Szentes, 1900. május 5. – Szentes, 1971. február 4.) építészmérnök, Szentes város főmérnöke.

## Életútja
Régi erdélyi nemesi családból származott; apja csikjenőfalvi Antal Endre állampénztári igazgató, édesanyja alsójárai Pápay Ilona, ősi felvidéki nemesi család leszármazottja. Házasságukból hat gyermek született, köztük Aranka, okleveles tanítónő és Erzsébet, leánygimnáziumi tanárnő. Az utolsóként született fiú - a későbbi mérnök - már Szentesen jött a világra 1900. május 5-én, és a Géza Endre névre keresztelték.
Szentesen érettségizett, majd nyomban behívták katonának. Az első világháború alatt az 5. honvéd gyalogezrednél teljesített szolgálatot.
Építészmérnöki diplomáját a budapesti műegyetemen szerezte. Hazatérése után építészvállalkozó, majd előbb az Ármentesítő Társulat mérnöke, utóbb pedig az Államépítészeti Hivatalnál járási mérnök. Első jelentősebb megbízásait Dobovszky József Istvánnal együtt kapta.
Mestere és barátja halála után megpályázta és elnyerte annak városnál betöltött állását, a mérnöki hivatal műszaki nyilvántartói posztját. 1931 júliusában lépett a város szolgálatába, és negyven éven át hű maradt ahhoz. Közvetlen főnökével, Cseuz Béla műszaki tanácsossal közalkotások egész sorát hozták létre, amelyek több vonatkozásban ma is meghatározzák a város arculatát. 
1938-tól városi segédmérnök, 1945-től főmérnök, 1954-től főmérnök-csoportvezető. Az ő nevéhez fűződik Szentes távlati városfejlesztési tervének kidolgozása (1945), amely évtizedekre meghatározta a település városképi és műszaki fejlődésének főbb irányait. A közel 100 oldalas tanulmányának bevezetőjét a következő gondolatokkal zárta:
A rendkívül sokoldalú és összefonódott városi problémák szerves és egységes rendezése a kitűzött cél, hogy ezzel a népesség boldogulásának és felemelkedésének lehetőségeit elősegítsük. Az egymást követő nemzedékek életformái, ideáljai változnak, így tervünk sem lehet örökéletű, csak átmenet a múlt és jövő között.
1966 decemberében nyugalomba vonult, de nyugdíjasként is folytatta a munkát egész haláláig.
A helyi újságban a közvetlen kolléga és barát, dr. Kocsis Ferenc méltatta az elhunyt főmérnök maradandó érdemeit:
Tevékenysége összeforrt a város fejlődésével; hivatásszeretete, fáradtságot nem ismerő munkabírása közismert volt. Szerette városát, nagy megfontoltsággal, körültekintéssel irányította a város fejlődését, rendezését; hajthatatlan volt mindig a közérdek javára... Számára nem volt hivatalos idő, szabadidejének nagyobb részét is munkájának szentelte; tervezetek, tanulmányok, vázlatok egész sorát készítette el, mind-mind azzal a szándékkal, hogy a város szebb, rendezettebb, kulturáltabb legyen. Hívták magasabb beosztásba, ajánlottak nagyobb jövedelmet, de hű maradt a városhoz... Halála előtt néhány nappal még dolgozott, még hallgattuk bölcs okfejtését, okos érvelését. Ma már nincs közöttünk, de belénk oltotta, és ránk hagyta örökségül a város szeretetét, az emberséget és a munkabírást.

## Díjai, elismerései
- Munka Érdemrend - ezüst fokozat (1966)

## Főbb munkái
- Központi Református Népiskola[10] (Szentes, Kossuth tér 2.[11] - 1928_1929, eklektikus)
- Kórházi kápolna[12] - Bugyi István igazgató megbízásából (Szentes - 1931)
- Horthy-ház,[13] később Dózsa-ház (Szentes, Csongrádi út 2.[14] - 1932_1937, neoromantikus)
- Havas-féle gyógyszertár és lakóház (Szentes, Ady Endre utca 17.[15])
- Dr. Rózsavölgyi József orvosi rendelője (Szentes, Ady Endre utca 18.[16])
- saját emeletes lakóháza, a város első lapos tetejű épülete (Szentes, Ady Endre utca 16.[17])
- Csongrádi református templom[18] (Csongrád. Hunyadi tér[19] - 1935, novecentista)
- Kunszentmárton, Kossuth Lajos utca 27., refotmátus templom, 1936 (novecento)
- Katolikus plébánia, árkádsorral (Szentes, Erzsébet tér 2.[20] - 1937)

## Emlékezete
A városi műszaki osztály dolgozói az elmúlt évtizedekben többször kezdeményezték, hogy maradandó emlékül nevezzenek el utcát Antal Endréről.